# Шевченко, Пётр Лаврентьевич
Пётр Лавре́нтьевич Шевче́нко (1922, Новосёловка, Новомосковский район — 22 сентября 1943, Кагарлыкский район, Киевская область) — советский военнослужащий, участник Великой Отечественной войны, Герой Советского Союза, миномётчик 959-го стрелкового полка, красноармеец.

## Биография
Родился в 1922 году в селе Новосёловка ныне Новомосковского района Днепропетровской области. Украинец. Окончил 7 классов. Работал в цехе ширпотреба Новомосковского жестекатального завода.
В Красной Армии с июля 1941 года. В действующей армии с октября 1941 года. Участвовал в Курской битве, освобождении Белгорода и Левобережной Украины.
21 сентября 1943 года 959-й стрелковый полк 309-й стрелковой дивизии 40-й армии Воронежского фронта, в котором служил миномётчик красноармеец пётр Шевченко, на плечах отступающего противника достиг Днепра. Несмотря на то, что переправочные средства ещё не были доставлены, чтобы противник не сумел прочно укрепиться на западном берегу, командованием армии была поставлена задача форсировать реку с ходу.
В ночь на 22 сентября 1943 года на отремонтированной плоскодонке скрытно переправился через Днепр и отбуксировал на левый берег две лодки. На рассвете он в числе первых в составе передового отряда форсировал реку в районе села Балыко-Щучинка и участвовал в захвате плацдарма.
В районе села на позиции отряда враг бросил пехоту при поддержке восьми танков и бронемашин. Отбив атаку врага, десантники перешли в контратаку и захватили ещё одну линию окопов. В этом бою уничтожил семнадцать и захватил в плен двоих противников. В течение дня в составе группы он отражал вражеские контратаки, удерживал захваченный рубеж. В одной из них был смертельно ранен и скончался на поле боя.
Указом Президиума Верховного Совета СССР «О присвоении звания Героя Советского Союза генералам, офицерскому, сержантскому и рядовому составу Красной Армии» от 10 января 1944 года за «образцовое выполнение боевых заданий командования на фронте борьбы с немецко-фашистскими захватчиками и проявленные при этом отвагу и геройство» удостоен посмертно звания Героя Советского Союза.
Награждён орденами Ленина, Отечественной войны 2-й степени, медалью.
Похоронен в городе Переяслав Киевской области. Его именем названы школа и училище в селе Песчанка Новомосковского района Днепропетровской области.